# Дирборн (Мичиган)

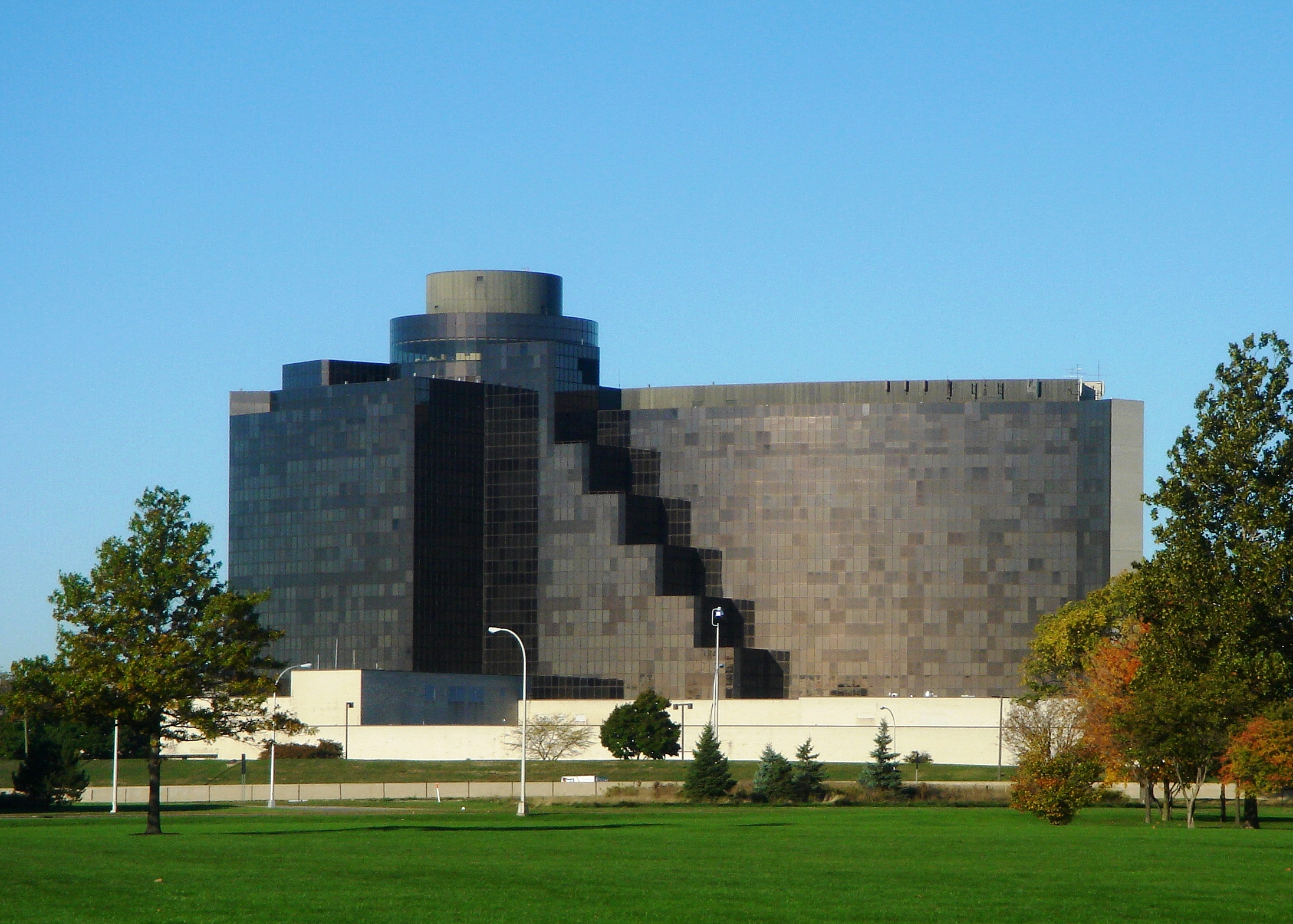
Гостиничный центр Hyatt Regency Dearborn

Ди́рборн (англ. Dearborn) — город в США, штат Мичиган. Юго-западный пригород Детройта.

## Общие сведения
В городе находятся правление, лаборатории и заводы компании «Ford», а также Американский исламский центр, Государственный Арабо-Американский музей и крупнейшая мечеть на североамериканском континенте.
Также в Дирборне есть металлургический завод Rouge Steel, принадлежащий ПАО «Северсталь» и выпускающий 6,2 млн т стали в год (2007).

## Демография
Население — 94,2 тыс. жителей (2007), из них около 30 000 арабов, которые составляют вторую по численности арабскую общину вне Ближнего Востока.